# كرسي لقبي

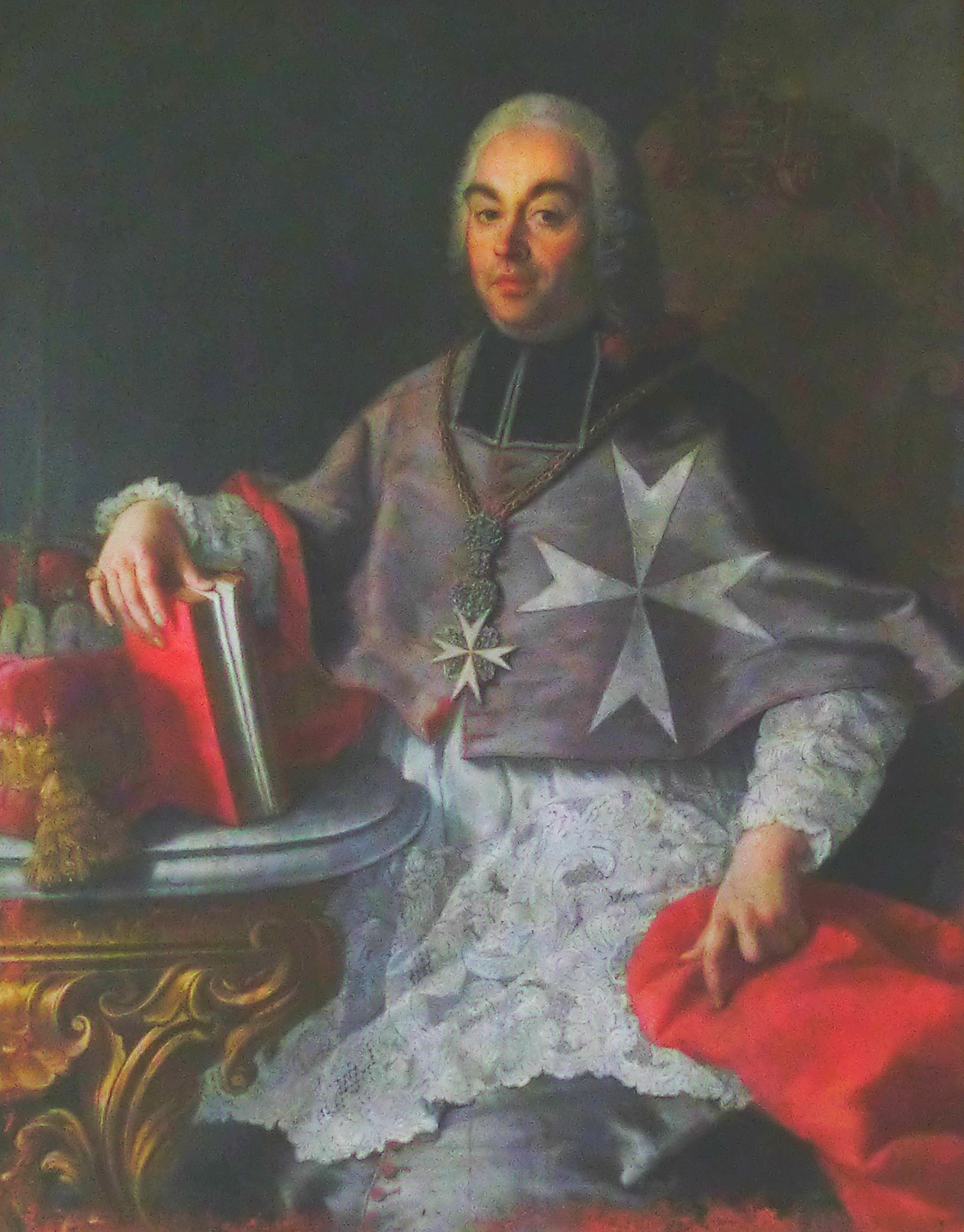

كرسي لقبي (أو شرفي) في الكنائس المختلفة هو كرسي أسقفية لأبرشية سابقة لم تعد موجودة، وتسمى أحيانًا «أبرشية ميتة».
الكراسي اللقبية هي أبرشيات لم تعد موجودة وظيفيًا، غالبًا بسبب غزو المسلمين للمنطقة أو بسبب انشقاقها. كما ساهم التبادل السكاني اليوناني التركي لعام 1923 في زيادة الكراسي اللقبية. كما حدث عندما دمر البلغار في عهد الإمبراطور كالويان [الإنجليزية] عام 1207 كرسي ماكسيميانوبوليس والمدينة التي تحمل اسمها؛ كانت المدينة والكرسي تحت سيطرة الإمبراطورية اللاتينية التي استولت على القسطنطينية خلال الحملة الصليبية الرابعة عام 1204. وتم التخلي عن بارثينيا في شمال إفريقيا وابتلعتها رمال الصحراء.

## روابط خارجية
- قائمة بجميع الكراسي اللقبية